# AEROS (人工衛星)

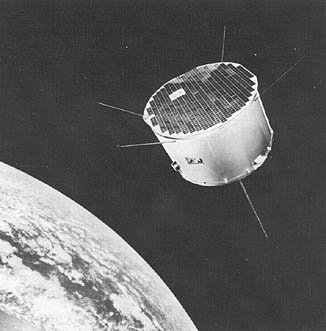
AEROS

AEROSは1970年代に打ち上げられたドイツの大気学研究衛星シリーズ。

## 概要
AEROS-AおよびB（AEROS-1,2とも）がそれぞれ1972年と1974年に打ち上げられ、大気圏上層部および電離層、特に太陽極紫外線放射の強い影響下におけるF領域の科学研究を目的とした。
アメリカのNASAと西ドイツのBundesministerium für Foschung und Technologie の共同プロジェクトであり、製造はボール・エアロスペースが担当した。

## 性能
- 打上げ機: Scout
- 発射場: ヴァンデンバーグ空軍基地Western Space and Missile Center
- 打上げ日: 1972-12-16 (AEROS-A), 1974-07-16 (AEROS-B)
- 再突入日: 1973-08-22 (AEROS-A), 1975-09-02 (AEROS-B)
- 全重量: 127 kg
- 形状: シリンダー型
  - 直径: 0.91 m
  - 全長: 0.71 m
- 電源: 太陽電池/ニッケル・カドミウム
  - 要求電力: 4.7-34.3 W
- 姿勢制御: スピン安定
- 軌道: 極軌道、準太陽同期軌道
- 軌道要素: 223 km x 867 km, 96.9°(AEROS-A), 217 km x 879 km, 97.4°(AEROS-B)

資料